# Big Fashion (Београд)
Big Fashion је један од тржних центара у Србији, у Београду. Простире се на два нивоа и 32.000 m² пословног простора и садржи преко 100 продавница, барова, ресторана, супермаркета и мултиплекс биоскоп са 8 биоскопских сала. Изграђен је 2017. године. Налази се у градском насељу Карабурма.

## BIG CEE компанија
BIG CEE Србија представља део компаније Big Shopping Centers Israel која тренутно руководи са 58 шопинг центара широм света, укључујући 27 шопинг центара у САД и 5 у Србији.
Пројекти компаније BIG CEE у Србији:
1. Биг Нови Сад (Big Novi Sad)
2. Биг фешн (Big Fashion)
3. Биг фешн парк (Big Fashion Park)
4. Биг Панчево (Big Pančevo)[3]
5. Биг фешн аутлет Инђија (Big Fashion Outlet Inđija)
6. Биг Раковица (Big Rakovica)